# Rasta, Ekerö kommun
Rasta (av Statistiska centralbyrån benämnd Simpnäs) är en ort på västra stranden av Ekerön i Ekerö kommun, Stockholms län.
Statistiska centralbyrån definierade Simpnäs som en småort vid avgränsningen år 2005 som avregistrerades 2010. Från 2015 avgränsade SCB här åter en småort,, som åter avregistrerades 2020 då antalet boende understeg 50.